# Сереноа
Сереноа
, или Сереноя (лат. Serenoa) — монотипный род растений из семейства Пальмы. Единственный вид — Сереноя ползучая (лат. Serenoa repens): растение, произрастающее на юго-востоке США (Флорида, Арканзас, Техас), обычно в сосновых лесах или вдоль побережий, иногда также встречающееся на островах Карибского моря и на полуострове Юкатан.
Род назван в честь американского ботаника Серено Уотсона (1826—1892).
Имеется много синонимов названия этого растения, однако основной из них - Sabal serrulatum (Сабаль пильчатый), под которым Сереноя часто применяется в альтернативной медицине. Это вносит некоторую путаницу, так как Сабаль - отдельный род пальмовых с множеством видов.

## Биологическое описание
Это маленькая медленно растущая пальма высотой, обычно, 2-4 м, хотя иногда отдельные экземпляры достигают 6 м.
Ствол травянистый с полным отсутствием камбия. Листья сложные, 1-2 см шириной и длиной 50-100 см.
Цветки желтовато-белые, обладают приятным ароматом, диаметром 5 мм, собранные в плотные метёлки длиной до 60 см Плод — красновато-чёрная костянка овальной формы, 2-3 см длиной.

## Использование и доказанная эффективность
Плоды растения малосъедобны из-за крайне специфического вкуса, но есть свидетельства о том, что аборигены Флориды употребляли их в пищу: согласно повествованию Джонатана Дикинсона, купца, ставшего в 1696 году жертвой кораблекрушения у острова Джупитер, захватившие его с товарищами индейцы хобе ели эти «ягоды» сами и давали пленникам, но те, несмотря на голодание, далеко не сразу смогли их есть. Вкус плодов Дикинсон сравнивал «ни с чем иным, как с гнилым сыром, вымоченным в табачном соке».
В недоказательной медицине применяется как вспомогательное средство при лечении нарушений функции предстательной железы.
Результаты многолетних контролируемых мониторингов использования экстракта плодов серенойи при лечении дисфункций предстательной железы, опубликованные в научной периодике, не подтверждают, что терапевтический эффект этого экстракта отличается от эффекта плацебо. Несмотря на то, что в научной публикации 2002 г. отмечалось "слабое вплоть до умеренного улучшение уринальных симптомов и скорости мочеиспускания" у пациентов с диагнозом "доброкачественная гиперплазия предстательной железы", та же исследовательская группа, которые опубликовала эти данные, по мере накопления статистики и усовершенствования методики замеров, в дальнейшем пришла к выводу, что "экстракт Serenoa repens, использованный в двойных и тройных дозах, не улучшает мочеиспускание и не сказывается на размерах простаты у мужчин с симптомом сужения мочеиспускательногго канала, вызванного доброкачественной гиперплазией предстательной железы". Исследования проводились на группе мужчин с диагнозом  "доброкачественная гиперплазия предстательной железы". Однако отсутствуют и доказательные данные, что экстракт плодов ползучей пальмы эффективен как профилактическое средство, упреждающее дисфункцию простаты.
Наиболее известные названия препаратов серенойи в России — Простамол, Пермиксон, Проставит, ПростОптима, ПростаСабаль. В инструкциях к этим препаратам ссылки на результаты клинических замеров, доказывающих терапевтический эффект экстракта плодов серенойи при лечении нарушений функции предстательной железы, отсутствуют.
Однако существует исследование, которое доказывает эффективность Пермиксона аналогично тамсулозину и кратковременному приёму финастерида.